# Prix Republic of Consciousness
Le Prix Republic of Consciousness pour les petites maisons d'édition est un prix littéraire britannique annuel fondé par l'auteur Neil Griffiths (en). Il récompense les fictions publiées par les petites maisons d'édition britanniques et irlandaises, définies comme celles comptant moins de cinq employés à temps plein. Le prix en argent - initialement collecté par le financement participatif et ensuite augmenté par le parrainage - est réparti entre la maison d'édition et l'auteur.

## Lauréats, listes restreintes et listes longues

### 2020
La liste restreinte pour le prix 2020 a été annoncée le 26 février 2020. Le gagnant a été annoncé le 30 mars 2020.  
- Lauréat : Jean-Baptiste Del Amo, Animalia, traduit par Frank Wynne (éditions Fitzcarraldo)
- Toby Litt (en), Patience (Galley Beggar Press)
- Hanne Ørstavik, Love, traduit par Martin Aitken (And Other Stories (en))
- Minoli Salgado, Broken Jaw (The 87 Press)
- Isabel Waidner, We Are Made of Diamond Stuff (Dostoyevsky Wannabe)

Les livres suivants ont également été sélectionnés pour le prix:  
- Mara Coson, Aliasing (Book Works)
- Sarah Henstra (en), The Red Word (Tramp Press (en))
- Ronan Hession, Leonard et Hungry Paul (Bluemoose Books)
- Caleb Klaces, Fatherhood (Prototype Publishing)
- Melissa Lee-Houghton, That Lonesome Valley (Morbid Books)
- Juan Rulfo, El Llano in flames, traduit par Stephen Beechinor (Structo Press)
- Faruk Šehić (en), Under Pressure, traduit par Mirza Purić (Istros Books (en))

### 2019
La liste restreinte pour le prix 2019 a été annoncée le 2 mars 2019. Les gagnants conjoints ont été annoncés le 28 mars 2019.  
- Gagnant : Will Eaves, Murmur (CB Editions)
- Gagnant : Alex Pheby (en), Lucia (Galley Beggar Press)
- Daša Drndić, Doppelgänger, traduit par Celia Hawkesworth & SD Curtis (Istros Books (en))
- Wendy Erskine, Sweet Home (The Stinging Fly (en))
- Anthony Joseph, Kitch: A Fictional Biography of a Calypso Icon (Peepal Tree Press (en))
- Chris McCabe, Dedalus (Henningham Family Press)

Les livres suivants ont également été sélectionnés pour le prix:  
- Jean Frémon, Now, Now, Louison, traduit par Cole Swensen (Les Fugitives)
- Julián Fuks (en), Resistance, traduit par Daniel Hahn (en) (Charco Press (en))
- Nora Ikstena, Soviet Milk, traduite par Margita Gailitis (Peirene Press (en))
- Gabriel Josipovici, The Cemetery in Barnes (Carcanet Press (en))
- Sophie van Llewyn, Bottled Goods (Fairlight Books)
- Sue Rainsford, Follow Me to Ground (New Island Books (en))
- Nicholas John Turner, Hang Him When He Is Not There (Splice)

### 2018
La liste restreinte pour le prix 2018 a été annoncée le 19 février 2018. Le gagnant a été annoncé le 20 mars 2018. 
- Gagnant: Eley Williams (en), Attrib. and Other Stories (Influx Press)
- Ariana Harwicz, Die, My Love, traduite par Sarah Moses et Carolina Orloff (Charco Press (en))
- David Hayden, Darker with the Lights On (Little Island Press)
- Noémi Lefebvre, Blue Self-Portrait, traduit par Sophie Lewis (Les Fugitives)
- Preti Taneja, We That Are Young (Galley Beggar Press)
- Isabel Waidner, Gaudy Bauble (Dostoyevsky Wannabe)

Les livres suivants ont également été sélectionnés pour le prix:  
- Patty Yumi Cottrell (en), Sorry to Disrupt the Peace (And Other Stories (en))
- Kevin Davey, Playing Possum (Aaaargh! Press)
- Mathias Enard, Compass, traduit par Charlotte Mandell (éditions Fitzcarraldo)
- Arja Kajermo, The Iron Age (Tramp Press (en))
- Ben Myers (en), The Gallows Pole (Bluemoose Books)
- Simon Okotie, In the Absence of Absalon (Salt Publishing (en))
- Jack Robinson, An Overcoat (CB Editions)

Un prix spécial a été décerné à Charles Boyle, à la fois éditeur, CB Editions, et, sous le pseudonyme Jack Robinson, auteur de An Overcoat : « Le prix William Gass pour la métafiction et pour être la meilleure personne dans l'édition, comme jamais ». 

### 2017
La liste restreinte pour le prix 2017 a été annoncée le 11 janvier 2017. Le gagnant a été annoncé le 9 mars 2017.  
- Gagnant: John Keene, Counternarratives (Fitzcarraldo Editions)
- Elnathan John, Born on a Tuesday (Cassava Republic Press)
- Mike McCormack (en), Solar Bones (en) (Tramp Press (en))
- KJ Orr, Light Box (Daunt Books)
- Anakana Schofield (en), Martin John (And Other Stories (en))
- Paul Stanbridge, Forbidden Line (Galley Beggar Press)
- Diane Williams (en), Fine, Fine, Fine, Fine, Fine (CB Editions)
- Lara Williams, Treats (Freight Books)

Les deuxièmes prix ont été décernés à Martin John et Solar Bones ; un prix du meilleur premier roman pour «Surfeit of Multitudinous Energy» a été décerné à Forbidden Line. Les livres suivants ont également été sélectionnés pour le prix:  
- Kate Armstrong, The Storyteller (Holland House)
- Marcia Douglas, The Marvellous Equations of the Dread (Peepal Tree Press (en))
- Mia Gallagher, Beautiful Pictures of a Lost Homeland (New Island Books (en))
- Seraphina Madsen, Dodge and Burn (Dodo Ink)
- Sally O’Reilly, Crude (Eros)
- Faruk Šehić (en), Quiet Flows the Una, traduit par Will Firth (Istros Books (en))
- Linda Stift (en), The Empress and the Cake, traduit par Jamie Bolloch (Peirene Press (en))
- Chris Wilson, Glue Ponys (Tangerine Press)